# STW 53

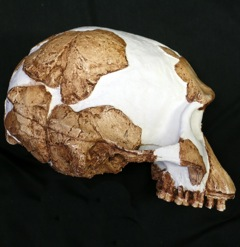
Fossile SWT 53

SWT 53 è il fossile parziale di un cranio di un ominide per il quale è stata proposta la classificazione nella specie Homo gautengensis, datato a circa 1,8 milioni di anni fa, scoperto a Sterkfontein in Sudafrica, nel 1977.

## Descrizione
STW 53 fu scoperto nell'agosto del 1976,  e inizialmente fu descritto nel come un teschio probabilmente di una delle prime specie di Homo. Sebbene molti paleoantropologi riconoscevano il fossile come individuo di una specie di Homo, forse Homo habilis, altri invece lo classificavano come un esemplare di Australopithecus africanus.
Nel 2010 l'antropologo Darren Curnoe, dopo aver esaminato una grande quantità di esemplari fossili di ominidi provenienti dal Sudafrica, ne ha proposto la classificazione in nuova specie, Homo gautengensis, per la quale STW 53. ne rappresenta l'olotipo.